# Escritor arquiteto
Um escrito arquiteto é o autor que passa um longo tempo planejando o que vai criar, juntando referências, organizando as ideias, pensando no enredo do que está escrevendo, essa definição foi criada por George R. R. Martin.
“O arquiteto, como se estivesse projetando um edifício, projeta o romance inteiro de uma vez. Ele sabe quantos cômodos haverá ou do que será feito o telhado ou qual será sua altura, ou onde o encanamento passará e onde as tomadas elétricas ficarão em seu cômodo. Tudo isso antes de ele pregar o primeiro prego. Tudo está lá na planta baixa.”